# إريك موريتز
إريك موريتز هو متسابق يخت نمساوي، ولد في 1940.

## وصلات خارجية
- إريك موريتز على موقع أوليمبيديا (الإنجليزية)